# Saar (fiume)

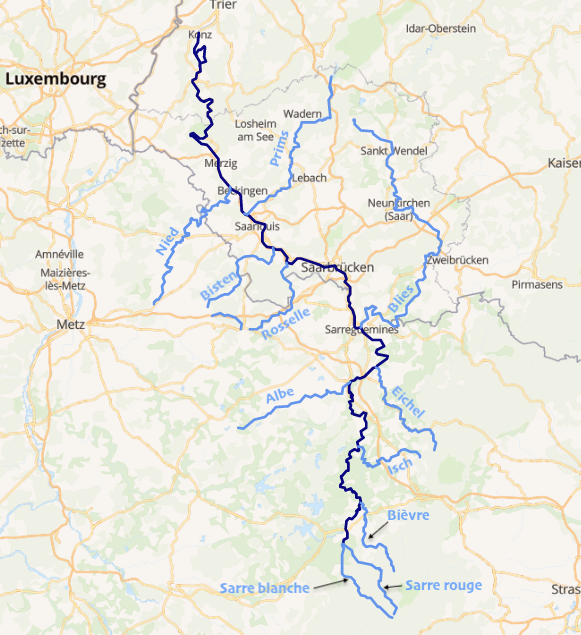
Corso della Sarre (o Saar) e dei suoi affluenti di lunghezza superiore a 20 km (carta interattiva).

Il Saar (in francese Sarre) è un fiume della Germania che nasce in Francia. Attraversa Saarbrücken, la capitale della Saarland, e sfocia nella Mosella nei pressi di Konz (Renania-Palatinato). Un'attrazione turistica è la conosciuta "Svolta della Saar" presso Mettlach.

## Corso

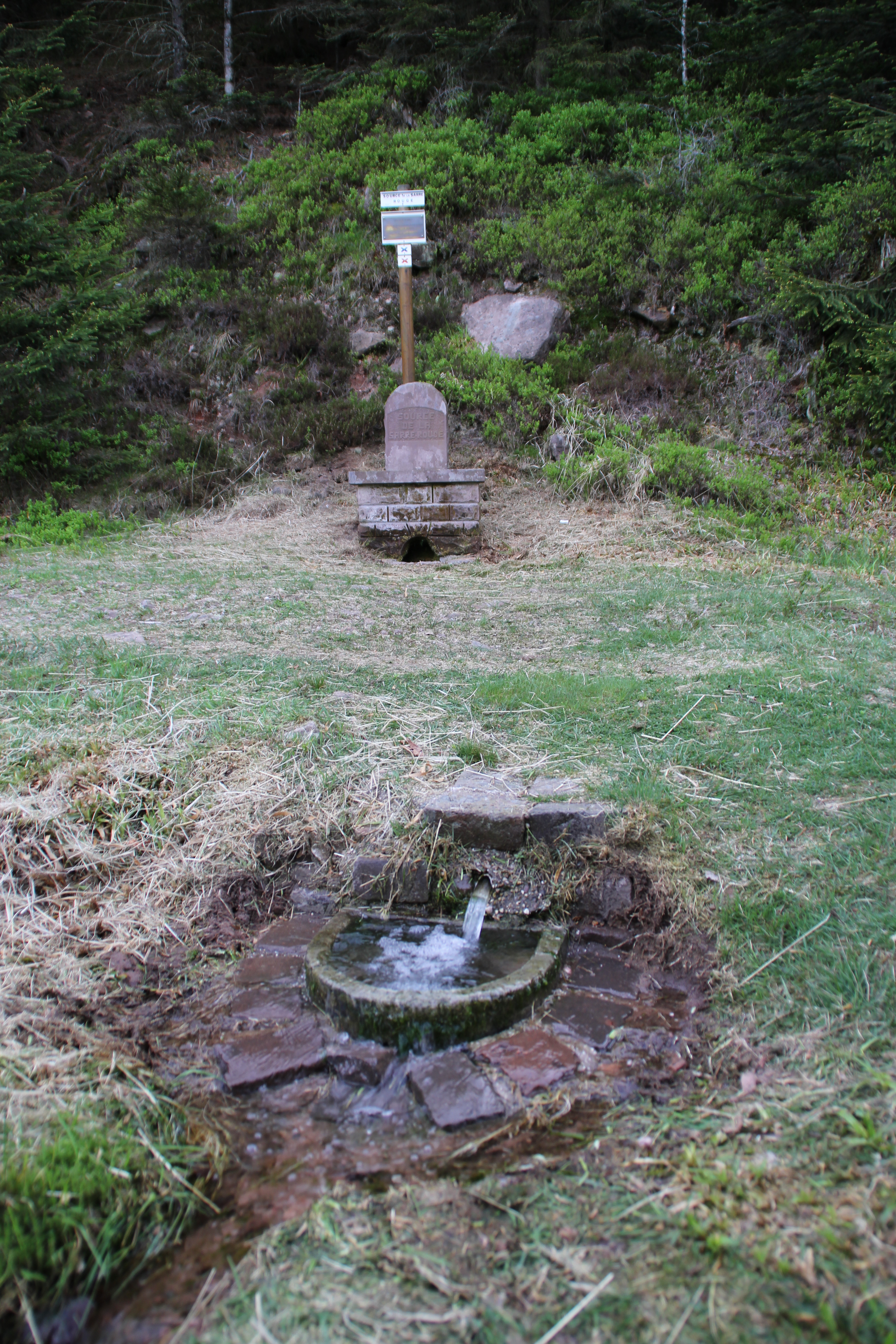
La sorgente della Saar rossa

Le sorgenti del Saar sono ubicate nei Vosgi, sui fianchi del monte Donon, e sono due, a circa 1 km una dall'altra ed entrambe tra i 700 e gli 800 m d'altezza. Da una delle due sorgenti sgorga la Saar bianca (Sarre blanche in francese) e dall'altra la Saar rossa (Sarre rouge).
I due rami confluiscono dopo un percorso di 27 km (quasi uguale per entrambi), presso Hermelange, ancora in territorio francese. Da qui ha origine la Saar propriamente detta.
La Saar attraversa i seguenti dipartimenti francesi, stati federati della Germania e città:
- Moselle (F): Abreschviller (Sarre Rouge), Lorquin, Sarralbe, Sarrebourg, Sarreguemines, Fénétrange
- Bas-Rhin (F): Sarre-Union
- Saarland (D): Saarbrücken, Saarlouis, Dillingen, Merzig
- Renania-Palatinato (D): Saarburg, Konz.

Da Sarreguemines fino alla foce (nella Mosella) la Saar è navigabile.

## Affluenti
- la Sarre (o Saar) bianca
- la Sarre (o Saar) rossa
- l'Isch
- la Bièvre
- l'Albe
- l'Eichel
- la Blies
- la Rosselle
- la Bisten
- la Nied
- la Prims
- il Simbach

## Storia
La Saar fu nominata sotto il nome di Saravus già dal poeta latino Ausonio, vissuto in Gallia nel IV secolo d.C., nel suo poema Mosella.